# Militärolyckan på Gotland 1997

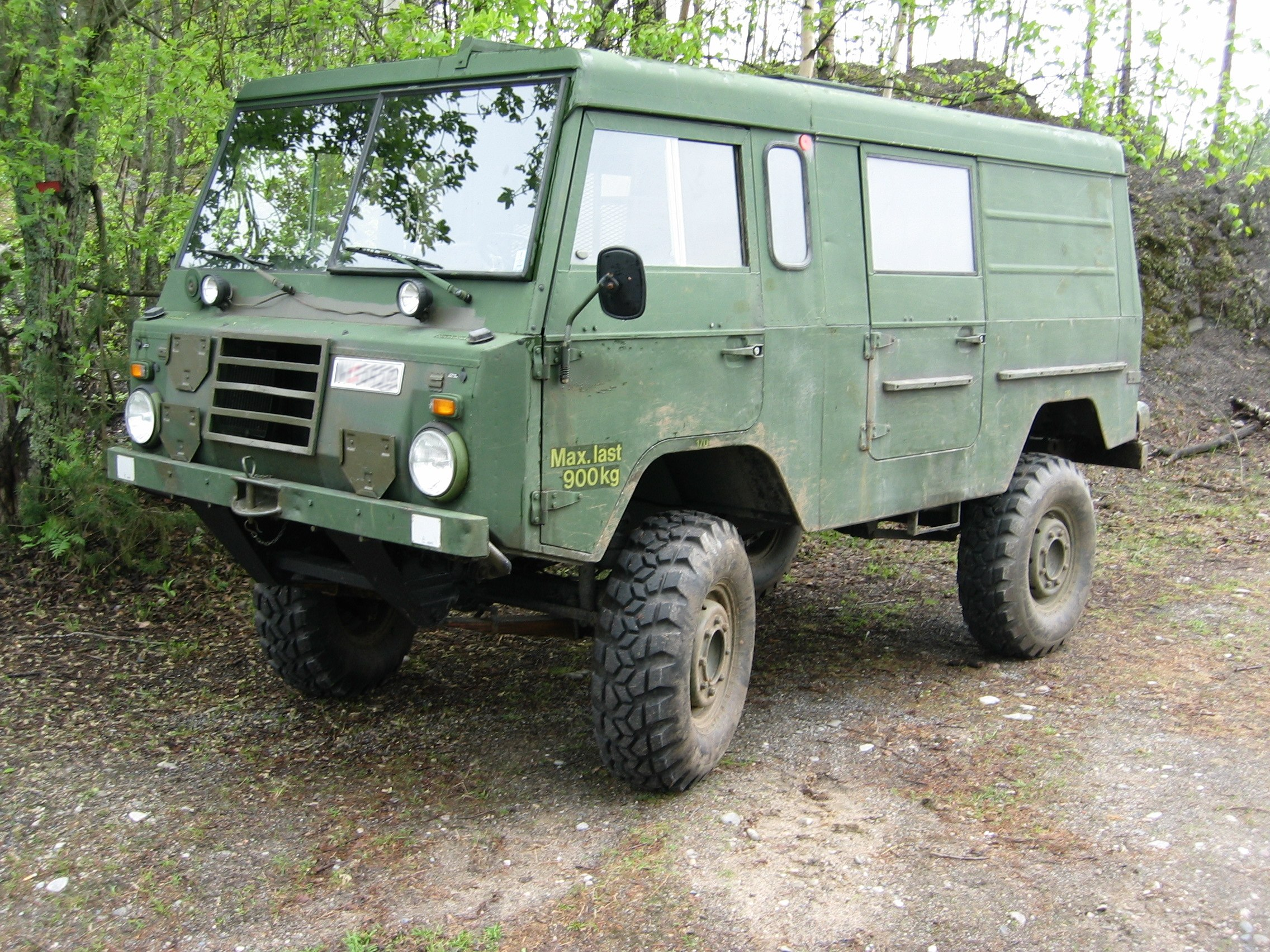
En terrängbil 11 liknande den här, var det fordon som användes vid olyckstillfället.

Militärolyckan på Gotland 1997 inträffade den 21 april 1997 på norra Gotland där Andra batteriet vid Fårösunds marinbrigad övade kolonnkörning då ett terrängfordon kolliderade med ett träd. Två personer fastklämdes i fordonet, en omkom, den andra räddades genom att hans kamrater högg av honom högerbenet med en yxa. På grund av de två värnpliktigas insatser under olyckan blev detta en mycket uppmärksammad historia i media och har genererat ett flertal utmärkelser och priser.

## Olyckan
Klockan var strax efter 15.00 på eftermiddagen den 21 april 1997 då värnpliktiga från Fårösunds marinbrigad med Gotlands kustartilleriregemente (FMB) i Fårösund på norra Gotland övade kolonnkörning med terrängbil 11 då en av bilarna från militärkolonnen av någon anledning gick av vägen och kolliderade med en tall. I bilen satt två värnpliktiga, Fredrik Martinsson, 19, från Finspång och Jonas Gredenmo, 19, från Stockholm. Sekunderna efter kollisionen slog lågorna upp och båda två satt fastklämda. Flera värnpliktiga sprang fram och tömde brandsläckare efter brandsläckare mot lågorna. Fordonets motor gick inte att stänga av och pumpade ut bensin vilket fick lågorna att fortsatta slå upp. Med yxor, spadar och spett försökte man få upp passagerardörren för att hjälpa Gredenmo vilket var omöjligt. Martinsson hängde med kroppen utanför dörren, det enda som höll honom kvar var högerbenet som satt fastkilat mellan förarsätet och den knäckta styrstången.
Två värnpliktiga, Kasper Pettersson och Daniel Müller, fann att de inte fanns någon annan möjlighet att rädda Martinsson än att hugga av honom högerbenet. Genom lågorna hörde Martinsson kamraterna diskutera hur de skulle få loss honom. Han befann sig då i chock och skrek att han ville försöka ta sig ut själv lite till. Då brann det på hans ben och rygg och det droppade plast från instrumentbrädan ner på vänsterbenet. Man hade funnit en yxa och Müller började hugga. Yxan var från 1967, väl använd och utan egg. Man bestämde sig för att kapa benet strax under knäet för att i framtiden lättare skulle kunna fästa en protes. Pettersson och Müller turades om att hugga och båda fick brännskador i ansiktet och på händerna. Martinsson kände ingen smärta, bara att slagen träffade och när benpipan till slut gick av. Efter tio minuter i det brinnande infernot var Martinsson fri, och efter ytterligare fem minuter kom ambulansen. Bilen var då övertänd och Gredenmo dog i branden.

## Efterspel
Pettersson lade om benpipan med sitt första förband och man kunde då höra att ambulanserna inte var långt borta. Martinsson fördes i ambulans till Visby lasarett med tredje gradens brännskador och ett avhugget ben. Han blev senare flyttad till Universitetssjukhuset i Linköping. Martinsson låg i respirator, sövd i tio dagar och när han vaknade på Valborgsmässoafton mindes han direkt vad som hade hänt och förstod att Gredenmo inte hade klarat sig. Efter ett par veckor fick Pettersson och Müller träffa Martinsson vid sjukhussängen. Tre stora operationer krävdes för att täcka de 32-procentiga brännskadorna med ny hud och efter ett antal månader på sjukhus kom Martinsson tillbaka till verkligheten, med en protes istället för sitt högerben samt med stora ärr på armarna och bålen. Han genomgick en intensivt rehabiliteringstid för att bygga upp sin kropp igen. Året efter återvände alla tre till platsen för olyckan på Gotland.
En minnestavla har rests på olycksplatsen där de står följande: "Vid en tragisk trafikolycka på denna plats förolyckades Jonas Gredenmo och skadade Fredrik Martinsson svårt. Genom heroiska insatser framförallt av Kasper Pettersson och Daniel Müller kunde Fredrik räddas till livet. Denna sten är rest för att hedra de inblandades insatser, och att minnas Jonas Gredenmo. Värnpliktig och Kamrat. Chefen 2:a batteriet".

## Utmärkelser
För sin insats fick Pettersson och Müller senare motta medaljen För berömliga gärningar i guld, femte storleken. Medaljen delades ut av dåvarande försvarsministern Björn von Sydow.
År 1997 mottog Pettersson och Müller belöningsmedaljen Pro Merito av Tempelherreorden för sin insatser.
Den 16 december 2007 mottog Pettersson och Müller priset Svenska hjältar på Cirkus i Stockholm med juryns motivering: "Kasper Pettersson och Daniel Müller är Svenska Hjältar 2007 för att de med stor sinnesnärvaro räddade livet på en kamrat. Deras ingripande saknar motstycke".